# Die Theorie des Romans
Die Theorie des Romans. Ein geschichtsphilosophischer Versuch über die Formen der großen Epik ist eine 1916 in der Zeitschrift für Ästhetik und allgemeine Kunstwissenschaft erstmals veröffentlichte literaturtheoretische Studie von Georg Lukács (1885–1971). Sie gilt als einer der wichtigsten Beiträge zur Theorie des Romans.

## Editionsgeschichte
Georg Lukács hatte die Studie in Heidelberg im Sommer 1914 entworfen und im Winter 1914/15 – während des Ersten Weltkrieges – niedergeschrieben. Der Text, den Lukács seiner ersten Ehefrau Jelena Andrejewna Grabenko gewidmet hatte, erschien zuerst im Jahr 1916 in der Zeitschrift für Ästhetik und Allgemeine Kunstwissenschaft. 1920 gab der Verleger Paul Cassirer den Artikel in seinem Verlag als Buch heraus.
Im Januar 1963 erschien im Hermann Luchterhand Verlag eine zweite Auflage, die um ein Vorwort des Autors ergänzt wurde. Das Vorwort hatte Lukács im Juli 1962 in Budapest verfasst, also 42 Jahre nach der ersten Auflage. Der Titel wurde schließlich 1971 als Band 36 in die Sammlung Luchterhand aufgenommen.

## Ausgaben
- Die Theorie des Romans. Ein geschichtsphilosophischer Versuch über die Formen der großen Epik. In: Zeitschrift für Ästhetik und allgemeine Kunstwissenschaft 11 (1916), S. 225–271 doi:10.11588/diglit.3817#0230 und S. 390–431 doi:10.11588/diglit.3817#0395.
- Die Theorie des Romans. Ein geschichtsphilosophischer Versuch über die Formen der großen Epik. Cassirer, Berlin 1920 (Erstausgabe in Buchform – Internet Archive).
- Die Theorie des Romans. Ein geschichtsphilosophischer Versuch über die Formen der großen Epik. Mit einem Vorwort des Autors. Luchterhand,  Neuwied 1963.
- Die Theorie des Romans. Ein geschichtsphilosophischer Versuch über die Formen der großen Epik. (= Sammlung Luchterhand, Band 36). Mit einem Vorwort des Autors. Luchterhand,  Neuwied 1971.
- Die Theorie des Romans. Ein geschichtsphilosophischer Versuch über die Formen der großen Epik. (= Werkauswahl in Einzelbänden, Band 2). Aisthesis-Verlag, Bielefeld 2009, ISBN 978-3-89528-641-4.